# لاکهید ایکس اف وی
لاکهید ایکس اف وی (انگلیسی: Lockheed XFV) که به سالمون نیز معروف بود یک هواپیمای تجربی نمونه دم‌نشین (قادر به نشست و برخاست عمودی بر دم هواپیما) در اوایل ۱۹۵۰ میلادی توسط لاکهید کورپوریشن ساخته شده‌است. این هواپیما در صورت تحقق برنامه، برای محافظت از کاروان‌های نظامی در نظر گرفته می‌شد.

## طرح و توسعه
لاکهید ایکس اف وی نتیجه پیشنهاد نیروی دریایی ایالات متحده برای ساخت یک هواپیمای قادر به برخاست و فرود عمودی (عمود پرواز) در سال ۱۹۴۸ بود. این هواپیما می‌بایستی بتواند بر سکوهای نصب شده بر روی عقب کشتی‌های متعارف نشسته یا از آن پرواز کند. دو شرکت لاکهید کورپوریشن و کانویر برای بدست آوردن قرارداد این برنامه در رقابت بودند اما در سال ۱۹۵۰ میلادی در نوع نیاز تغییراتی بعمل آمده و سرانجام در نهایت به برنامه هواپیمای عمود پرواز تحت توسعه مخصوص کشتی و قادر به محافظت و پشتیبانی کاروانها تبدیل شد. در ۱۹ آوریل ۱۹۵۱ میلادی، ساخت دو نمونه به لاکهید کورپوریشن تحت عنوان XFO-۱ (طراحی شرکت مدل ۰۱-۴۰-۰۸۱بود) سفارش داده شد. پس از اعطا قرارداد به لاکهید کورپوریشن ظرف مدت کوتاهی، بعلت تغییر کد کارخانه سازنده از O به V نام برنامه به XFV-۱ تغییر یافت. ۵٬۳۳۲ اسب بخار نیروی این هواپیما، به وسیلهٔ موتور آلیسون مدل YT۴۰-A-۱۴ ،توربوپراپ که دو تیغه سه پروانه‌ای {Contra-rotating propellers} را مخالف یکدیگر به حرکت در می‌آوردند، تأمین می‌شد. دم هواپیما به شکل سطوح چهار

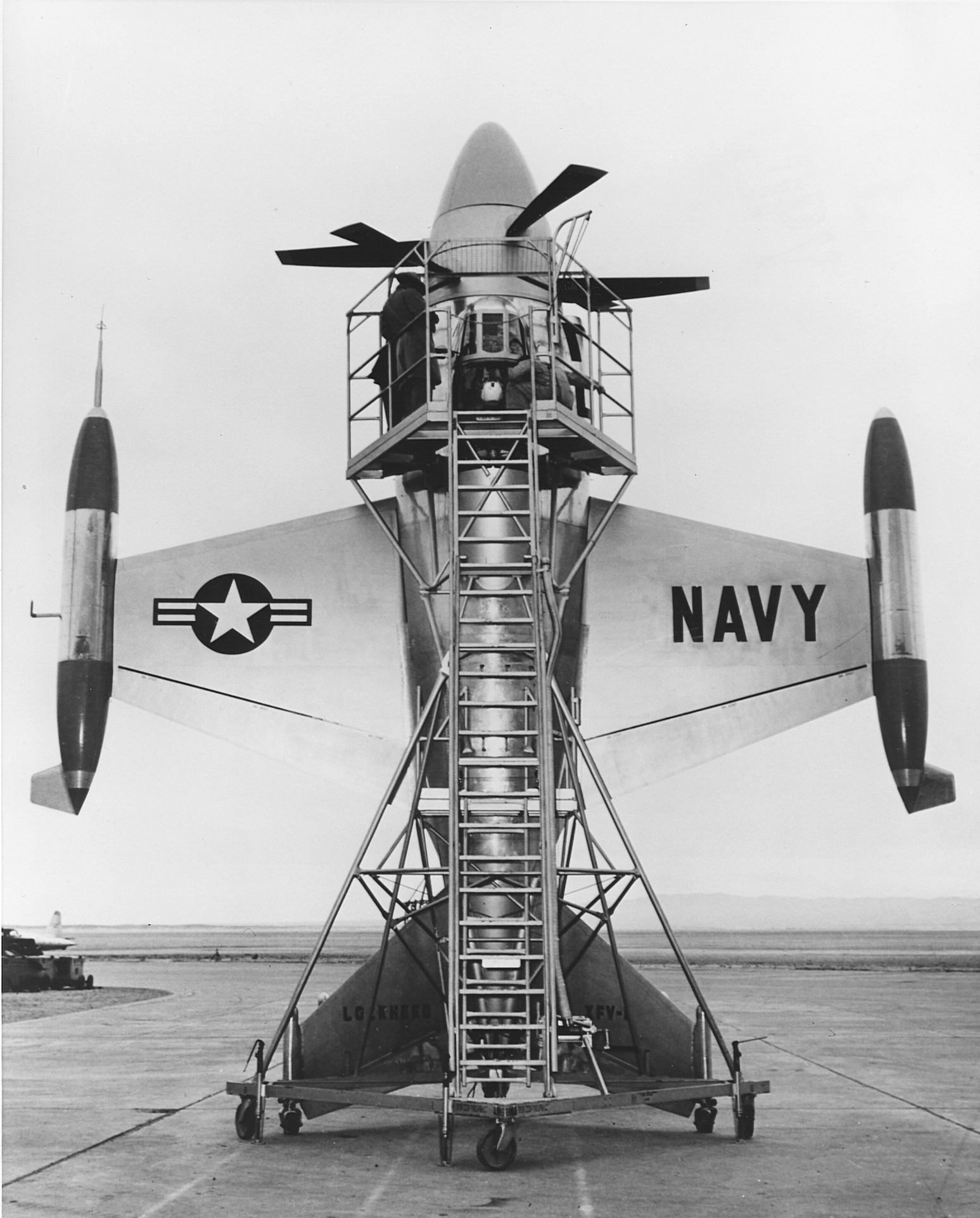
دکل مخصوص کابین خلبان سالمون

وجهی صلیبی یا ایکس شکل(X) است که بطرف بالا و پایین بدنه امتداد یافته‌است. این هواپیما با ظاهری ناموزون و زمخت مدتی به حال خود رها شد تا اینکه ارابه ثابت فرود برای آن طراحی و نصب شد. کارکنان لاکهید به استهزا نام مستعار «چوب پوگو»  را به این هواپیما (با اشاره به نام هواپیمای رقیب، کانویر ایکس اف وای) داده بودند.

## مدلهای پیشنهادی
XFO-1/XFV-1 :مدل ۰۱-۴۰-۰۸۱ دو نمونه از این مدل ساخته شد که یکی قابل پرواز بود.

FV-2:مدل پیشنهادی ۰۲-۴۳-۱۸۱ که پیشرانه در نظر گرفته شده مدل T۵۴-A-۱۶ توربوپراپ ضمن الحاق شیشه جلو ضد گلوله، زره و رادار در قسمت جلو و پوشش آیرودینامیکی روی توپی ملخ. سلاح پیشنهادی شامل چهار توپ ۲۰ میلی متری نصب شده در دو غلاف نوک بالها و ۴۸ راکت باله دار ۲و ۳/۴ اینچی قابل نصب در بالها .

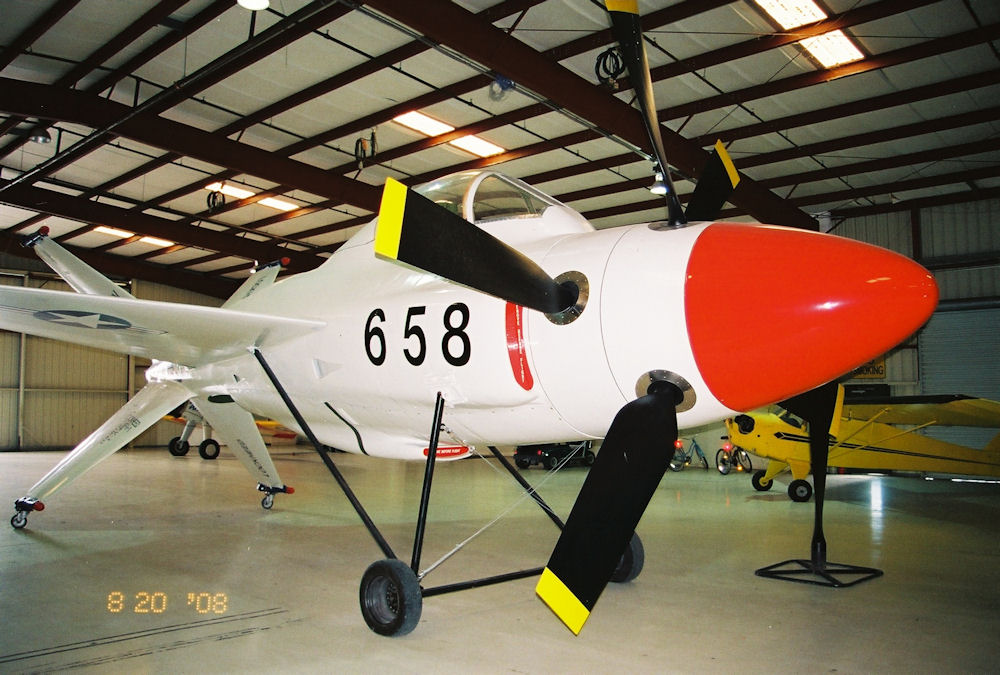
سالمون با ارابه ثابت فرود

## مشخصات

### مشخصات کلی
- خدمه :۱نفر
- طول :۱۱.۲۳ متر
- پهنای بال :۸.۳۶ متر
- ارتفاع :۱۱.۲۳ متر
- مساحت بالها :۲۲.۸۵ مترمربع
- وزن خالی :۵،۲۶۱ کیلوگرم
- وزن بارگذاری شده :۷،۳۵۸ کیلوگرم
- حداکثر وزن برخاست :۷،۳۵۸ کیلوگرم
- پیشرانه :۲ × ۱ آلیسون XT۴۰-A-۱۴ توربوپراپ

### عملکرد
- حداکثر سرعت :۹۳۰ کیلومتر بر ساعت
- سرعت کروز :۶۶۰ کیلومتر بر ساعت
- برد :نامعلوم
- سقف پرواز :۱۳،۱۰۰ متر
- نرخ صعود :۳،۳۰۰ متر بر دقیقه
- نسبت حمل به سطح بال :۳۲۲ کیلوگرم بر مترمربع